# ♌
♌ (Unicode U+264C) est le symbole pour la constellation du zodiaque du Lion.

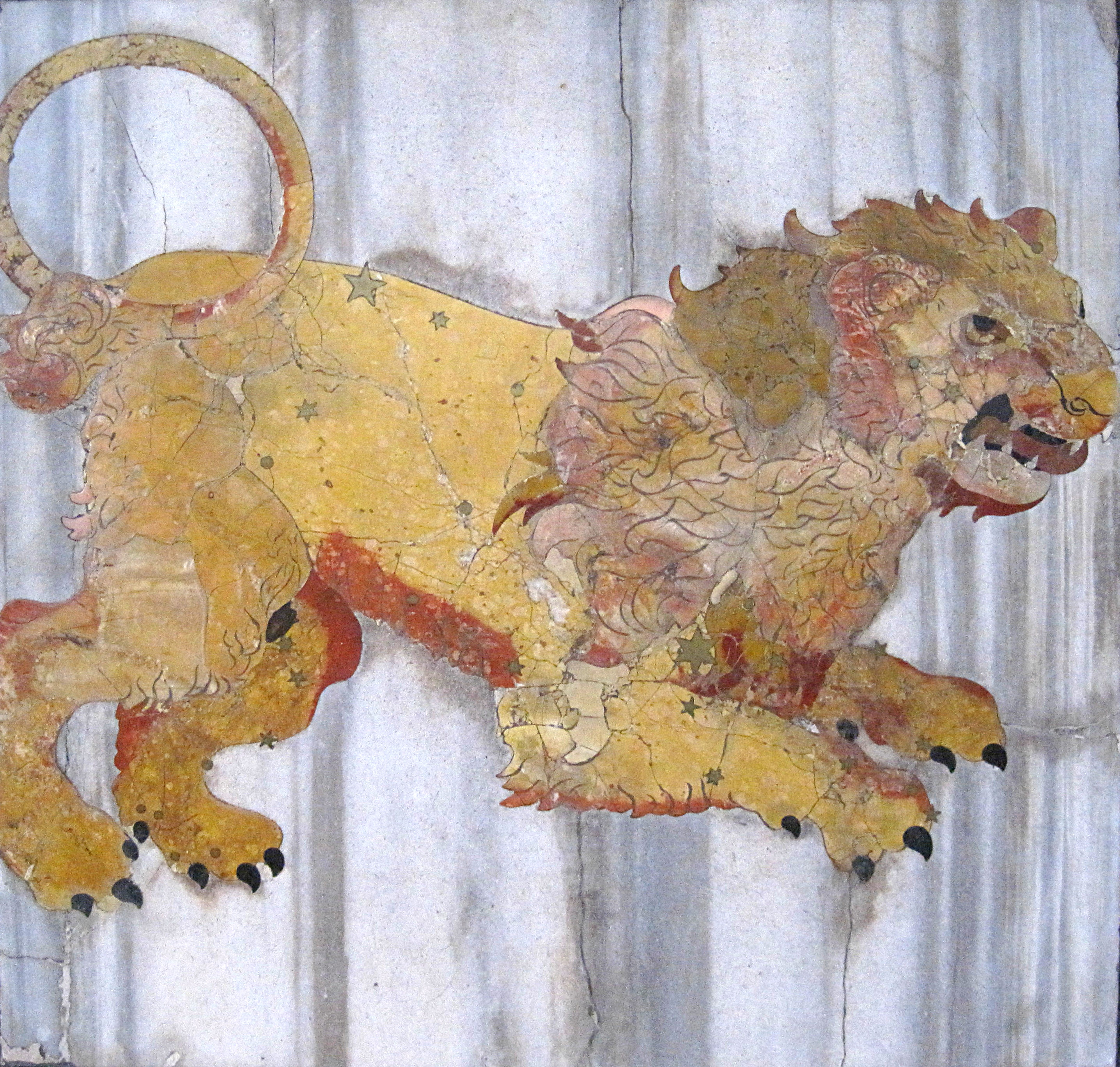
Signe zodiacal du Lion ornant la méridienne de la Basilique Ste-Marie-des-Anges-et-des-Martyrs à Rome.

## Histoire et mythologie
Comme toutes les constellations du Zodiaque, le Lion a des origines très anciennes. Mentionnée par Aratus, puis par Ptolémée dans son Almageste, elle correspondrait dans la mythologie grecque au lion de Némée tué par Héraclès lors du premier de ses douze travaux.
En alchimie, ce symbole désigne le processus de décomposition par digestion.